# 和佐山城
和佐山城（わさやまじょう）は、和歌山県和歌山市禰宜にあった日本の城。別名は城ヶ峯。

## 概要
1356年（延文元年）、紀伊国守護・畠山義深（尾張守）によって築城された。
南北朝時代、紀伊国は南朝方に属する武将が多く、北朝方の畠山氏を敵視して紀伊各地で戦いを繰り広げ、守護として落ち着くことはなかったという。築城後に龍門山に布陣した南朝方の四条隆俊（隆資の子、中納言）方に対し、畠山氏は和佐山に布陣して戦いを有利に展開させて南朝方を敗走させている（龍門山の戦い）。
城は山城で、遺構として曲輪・石垣等が残されている。1585年（天正13年）の羽柴秀吉による紀州征伐でも使用されたとされる。
現在はハイキングコースや高積神社に至る参道として整備され、麓には和佐大八郎の墓がある。しかし、城跡全体は藪が多く茂り、自然に還っている状態でもある。麓の和歌山県道9号は禰宜から矢田峠を抜けて伊太祁曽に続く抜け道として交通量も多い。